# Vinosady
Vinosady (Hongaars:Csukárd-Terlény) is een Slowaakse gemeente in de regio Bratislava en maakt deel uit van het district Pezinok.
Vinosady telt 1049 inwoners.